# 長王獸屬
長王獸屬（學名：Dolichuranus）是獸孔目二齒獸下目肯氏獸科的一屬，生存於三疊紀中期的非洲納米比亞。
長王獸的近親是南美洲中晚期的史達勒克獸、伊斯基瓜拉斯托獸。